# ظرفیت حرارتی مولی
ظرفیت حرارتی مولی (به انگلیسی: Molar heat capacity) معادل مقدار انرژی لازم به‌صورت گرما است که منجر به افزایش دمای یک مول از یک ماده شیمیایی به اندازه یک درجه سانتی‌گراد شود. به بیان دیگر، می‌توان آن را به‌صورت تقسیم مقدار ظرفیت گرمایی یک نمونه بر مقدار نمونه به‌دست آورد. همچنین می‌توان ظرفیت حرارتی مولی را با ضرب ظرفیت گرمایی ویژه در جرم مولی به‌دست آورد. واحد اس‌آی (SI) برای گرمای ویژه برابر با ژول بر کلوین بر مول (J⋅K -1mol-1) است.....
.